# Katinka Husberg
Katinka Minnie Annette Husberg, född 1961 i Viken, är en svensk målare. 
Husberg studerade under 1980-talet vid Gerlesborgsskolan i Septemberakademien. 1983–1988 studerade hon vid École nationale supérieure des Beaux-Arts i Paris, bland annat för Pierre Alechinsky. Hennes målningar karakteriseras av starka varma färger. Själv kallar hon sig för "maximalist". Sin ateljé har hon i Axtorp utanför Munka-Ljungby.
Hon är dotter till Gustav Arne.

## Representerad
- Statens Konstråd
- Stockholms stad
- Malmöhus läns landsting
- Stockholms läns landsting
- Skåne läns landsting
- Höganäs kommun
- Hässleholms kommun
- Sveriges Allmänna Konstförening
- Helsingborgs konstförening
- Ängelholms Kulturnämnd
- Energiverket Helsingborg
- Söderbergs Advokatbyrå Stockholm
- AGFA Sverige Stockholm
- GULINS Business design